# Spirama helicina
Spirama helicina là một loài bướm đêm trong họ Erebidae.
Loài này được tìm thấy ở Nga (Đông Nam Siberia, Ussuri, Primorye), Trung Quốc (Tứ Xuyên, Vân Nam), Đài Loan, Triều Tiên, Nhật Bản (Honshu, Kyushu), Ấn Độ (Assam, Meghalaya, Tây Bengal), Nepal, Thái Lan, Malaysia, Lào, Việt Nam, Sri Lanka, Philippines (Negros), Java, Sumatra và Sulawesi.
Sải cánh dài 60–70 mm. Giống như nhiều loài thuộc chi Spirama, mô hình trên cánh khi con bướm đang nghỉ ngơi trông giống như khuôn mặt của một con rắn có miệng hơi mở. 

## Hình ảnh